# ايغون كيش

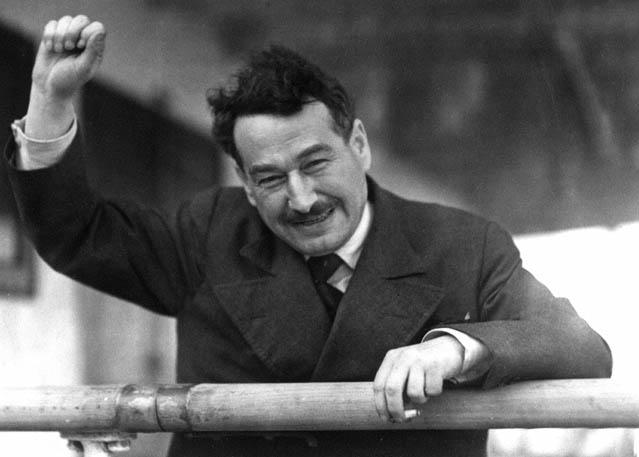
ايغون كيش في ميلبورن (1934)

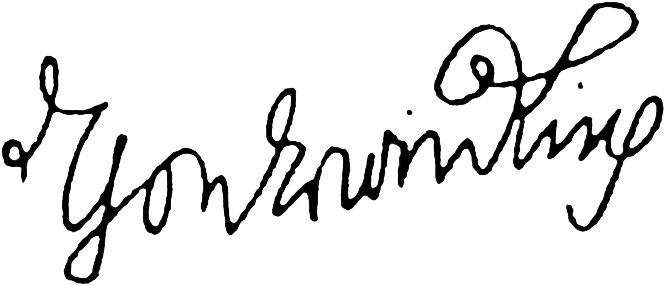
التوقيع

ايغون ايرفين كيش (ولد في 29 أبريل 1885 في براغ وتوفي فيها في 31 مارس 1948 )، كان كاتبًا وصحفيًا نمساويًا ولاحقًا تشيكوسلوفاكيًا. يعتبر من أهم المراسلين في تاريخ الصحافة، وعرف باسم "المراسل الهائج" نسبة إلى عنوان أحد مجلداته الصحفية.

## نشأته وشبابه

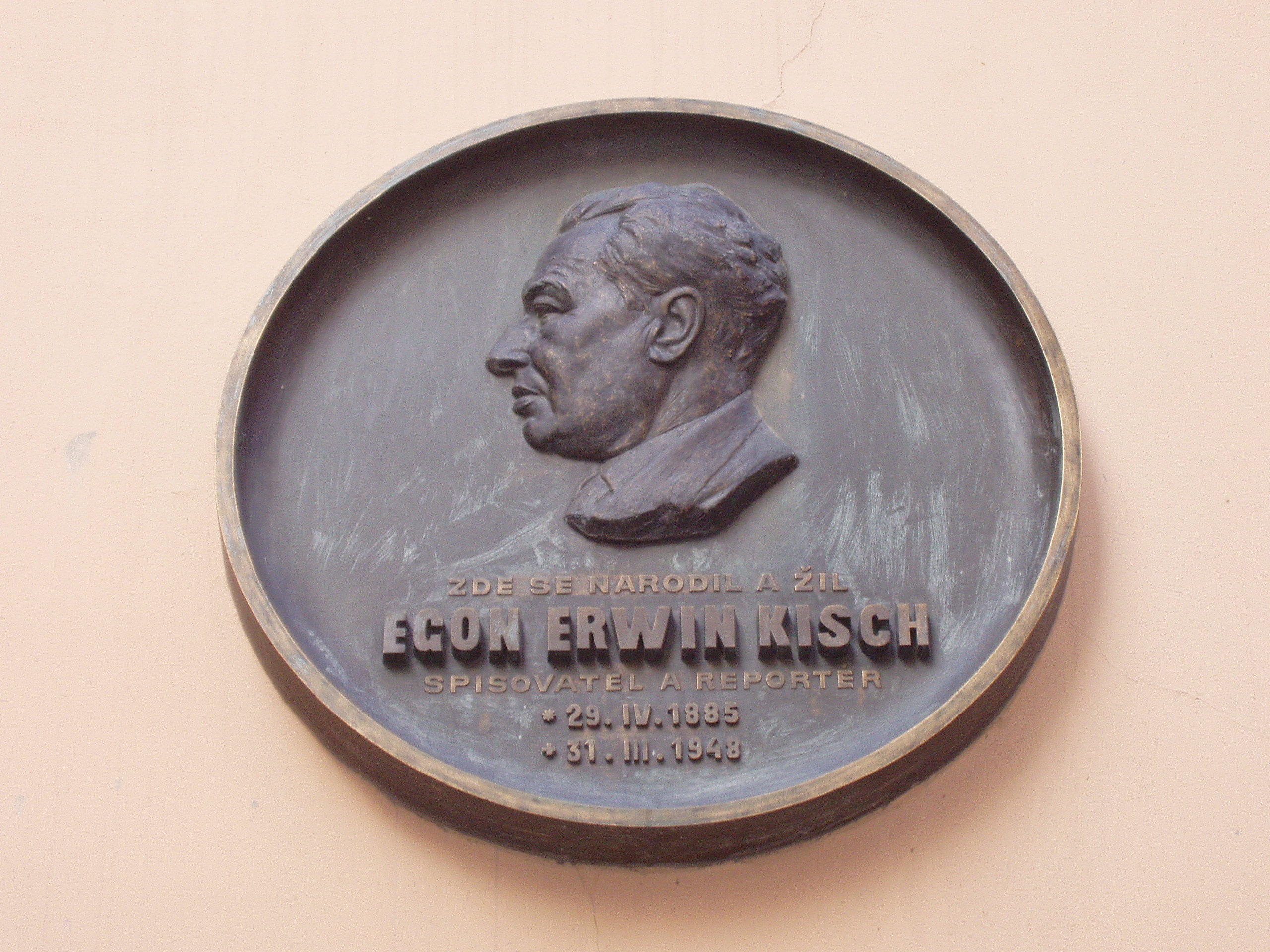
لوحة تذكارية على جدار مسقط رأس كيش في براغ

ولد إيغون كيش لعائلة بوهيمية يهودية ناطقة بالألمانية. كان الثاني من بين خمسة أبناء  لتاجر القماش هيرمان كيش وزوجته إرنستينه، واستخدم لاحقا ااسمه الأوسط "إيرفين" اسمًا مستعارًا أدبيًا. عاشت العائلة في منزل من عصر النهضة في شارع ميلاتاريخ في براغ (بالتشيكية: Melantrichova )، حيث كان لوالده متجر الملابس الطابق الأرضي. أمضى كيش أعوامه المدرسية الأولى في في مدارس خاصة في أديرة كاثوليكية،وفي عام 1895 التحق بالمدرسة الثانوية- الحكومية الألمانية الإمبراطورية الملكية الأولى في براغ في شارع نيكولاندر، التي كانت تُعرف شعبياً باسم مدرسة نيكولاندر. وقد وظف كيش لاحقًا الكثير من من تجاربه المدرسية في قصصه وتقاريره. وبفضل والده المحب للأدب والعضو النشط في جمعية "كونكورديا" التي كانت رابطة الكتاب والفنانين الناطقين بالألمانية في بوهيميا، تمكن إيغون كيش في سن مبكرة من الاتصال الشخصي بصحفيين وكتاب معروفين، فقد كان والده صديقًا مقربًا للصحفي ألفريد كلار وغوستاف غوستاف ماير صاحب رواية "الغولم". 
توفي والده عام 1901، وفي عام 1903 تمكن كيش بفضل الدعم المالي الذي قدمته والدته من القيام بأول رحلة طويلة له، فزار أماكن مختلفة في النمسا وبافاريا وسجل انطباعاته عن هذه الرحلة في مذكراته. وفي أكتوبر من نفس العام بدأ الدراسة في الجامعة التقنية في براغ، ثم انتقل بعد فصل دراسي واحد إلى جامعة كارل فرديناند الناطقة بالألمانية، حيث درس مساقات في تاريخ الأدب الألماني وتاريخ فلسفة العصور الوسطى. في عام 1903  أصبح مساعدًا في أخوية "ساكسونيا" في براغ، وخاض عدة مبارزات بالسيوف مع أعضاء في أخويات أخرى.  وكتب لاحقا أطروحة عن الأخويات الجرمانية والمبارزات (في كتابه " أزقة وليالي براغ" ).
التحق في أكتوبر 1904بالخدمة العسكرية في جيش الإمبراطورية النمساوية-المجرية، وواصل بصفته خريجا ثانويا الخدمة بصفة متطوع لعام واحد. وقد شهد هذا العام صراعات متكررة بينه وبين رؤسائه الذين اعتبروه فوضويًا، فقضى جزءًا كبيرًا من العام رهن الاعتقال، ولم يحصل في نهاية الخدمة على الترقية إلى ضابط احتياط كما كان معتادًا للمتطوعين لمدة عام واحد، بل سرّح برتبة عريف. وفي أثناء وجوده في الحجز تعرّف لأول مرة إلى الكثيرين من المعارضين اليساريين للنظام السائد في النمسا-المجر.

## بدايات الإبداع الأدبي والعمل الصحفي
تعود أولى محاولات كيش الأدبية إلى أيام دراسته، ففي مطلع عام 1900 نشر قصيدة في إحدى صحف براغ ووقعها باسم إيرفين كيش، تجنبا للمشاكل في المدرسة التي كانت إدارتها تمنع التلاميذ من النشر في الصحافة. ولاحقا ظهر هذا الاسم الأوسط الذي اختاره بنفسه على غلاف كتابه الأول، الذي كان عبارة عن ديوان شعر بعنوان " عن أيام زهرة الشباب" الذي نشره في دريسدن عام 1905 بدعم مالي من والدته، وواصل كيش استخدام اسم إيغون إيرفين في أعماله اللاحقة.

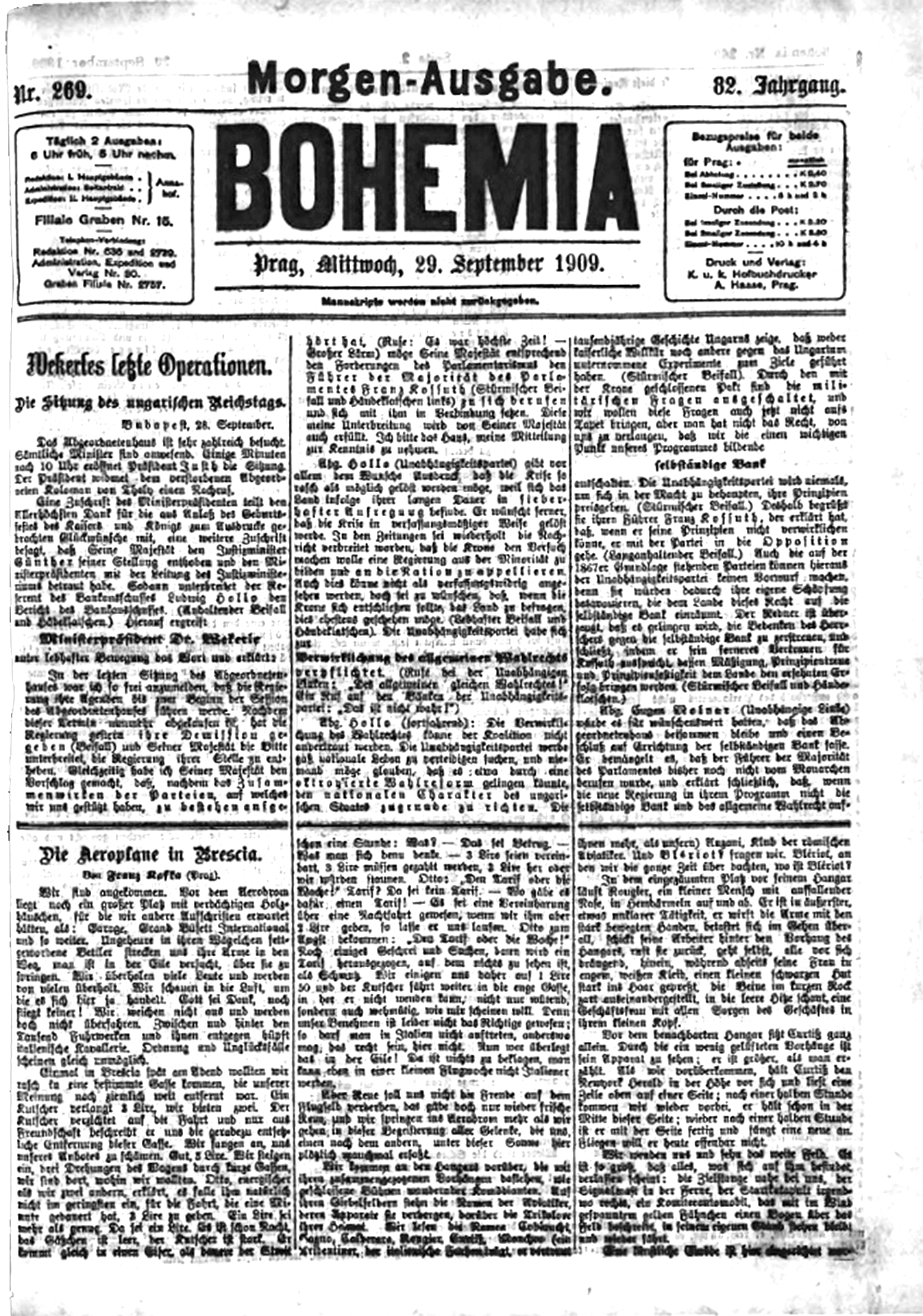
الصفحة الأولى لصحيفة براغ بوهيميا (1909)، والتي عمل كيش مراسلاً فيها من عام 1906 إلى عام 1913

في عام 1906 انتقل كيش فور تسريحه من الجيش إلى برلين حيث درس الصحافة لمدة فصل واحد في كلية كلية ريشارد فيرده للصحافة، وهناك نشر في نفس العام كتابه الثاني بعنوان "فرانز الصفيق وقصص أخرى"الذي ضم قصصًا قصيرة، وكان الوحيد في حياته الذي تناول فيه هذا النوع من الأدب. وعاد في نفس العام إلى براغ وعمل لبضعة أسابيع متدربا في صحيفة براغر تاغبلات Prager Tagblatt الناطقة باللغة الألمانية، حيث مكث لمدة ستة أسابيع تقريبًا، ثم عين في صحيفة براغ اليومية الشهيرة (بوهيميا، حيث عمل مراسلًا محليًا وغطى الأحداث اليومية في براغ، وكانت هذه بداية مسيرة كيش الفعلية في الصحافة. في بوهيميا عمل كيش مع الصحفي المرموق بول ويجلر الذي دعمه في عمله، وفي الأعوام 1910-1911 كان لكيش عمودًا دائمًا بعنوان "أحداث براغ". عمل كيش في هذه الصحيفة لمدة سبع سنوات حتى عام 1913، واظب فيها على إعداد التقارير وإصدار الملاحق الأدبية. وقد مكنت هذه الوظيفة كيش من التواصل في كثير من الأحيان مع عوالم براغ السفلية التي قدمت مادة للقصص المثيرة عن عمليات السطو والحرق العمد ومعارك العاهرات وما إلى ذلك. استخدم لاحقًا الكثير من هذه التجارب في مجلداته الريبورتاجية "أزقة وليالي براغ" (1912)، و"مغامرات في براغ" (1920)، وفي روايته الوحيدة "الفتاة الراعي"، التي صدرت عام 1914 وتناولت بيئة البغايا والقوادين في براغ. 

### قضية العقيد ريدل

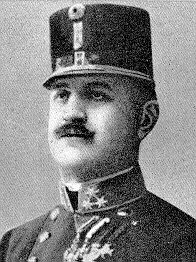
ألفريد ريدل، بطل قضية تجسس مهمة عام 1913، أدى اكتشافها إلى ترسيخ شهرة كيش الصحفية.

كان من أعظم إنجازات كيش في الصحافة الاستقصائية فضحه القضية المحيطة بانتحار العقيد في الجيش النمساوي-المجري ألفريد ريدل، الذي كان يعمل في الاستخبارات العسكرية النمساوية وانتحر في 25 مايو 1913 بعد أن ثبت تورطه بالتجسس لصالح روسيا. فقد رأت هيئة الأركان العامة أن هذه القضية تمس أمن الدولة بشدة وحاولت التكتم عليها، إلا أن كيش تمكن من الالتفاف على حظر النشر، حيث نشر بسرعة في في صحيفة بوهيميا في 28 مايو خبر نفي قصير نصه:
"طلبت منا جهات عليا دحض إشاعات ظهرت بصورة خاصة في الدوائر العسكرية تقول بأن رئيس هيئة أركان براغ الجنرال ألفريد ريدل الذي انتحر أول أمس قد خان الأسرار العسكرية المنوطة به وتجسس لصالح روسيا"
وقد حقق هذا النفي المزعوم هدفه، فمن خلال هذه المذكرة، لم يفتضح الأمر أمام عامة الناس فحسب، بل وأمام كل من الإمبراطور النمساوي فرانز جوزيف ووريث العرش فرانز فرديناند، الذين حاولت هيئة الأركان أن تحجب عنهما أكبر قضية تجسس وقعت قبل الحرب العالمية الأولى، ولم يعد بالإمكان التستر على الموضوع. وقد واصل كيش البحث في هذه القضية ونشرعنها في عام 1924كتابا مفصلا بعنوان "قضية رئيس هيئة الأركان العامة ريدل".

### في الحرب العالمية الأولى
في يونيو 1913 انتقل كيش مجددًا إلى برلين، حيث عمل في صحيفة برلينر تاغبلات، كما عمل في ربيع عام 1914 لفترة وجيزة ممثّلًا في في مسرح الفنانين الألماني حيث حل محل غرهارت هاوبتمان، ولكن مع التعبئة العامة التي رافقت اندلاع الحرب العالمية الأولي التحق كيش في 31 يوليو، بعد ثلاثة أيام من إعلان النمسا-المجر الحرب على مملكة صربيا، بفوج المشاة النمساوي الحادي عشر في منطقة بيسك في جنوب بوهيميا.
شارك كيش مع فوجه الذي كان جزءا من فيلق "براغ" الثامن برتبة عريف في الحملة الأولى ضد صربيا، وشهد هزيمة النمساويين على نهر درينا . وفي فبراير 1915 انتقل كيش مع فيلق براغ إلى الجبهة الروسية، حيث أصيب في 18 آذار بجروح خطيرة صنف على إثرها على أنه غير لائق للخدمة الميدانية، فعمل ابتداء من العام 1916 رقيبا في الصفوف الخلفية بالقرب من بلدة جيولا في المجر. وقد نشر كيش مذكراته التي دونها في تلك الفترة في عام 1922 في كتاب بعنوان "جنديًا في فيلق براغ"، أعيد نشره عام 1929 بالعنوان المعدل "أكتب يا كيش!". في تلك الفترة تعرف كيش على المزيد من الاشتراكيين والفوضويين ومناهضي الحرب والديمقراطيين بين الجنود، وقد عززت هذه الاتصالات موقفه النقدي في القضايا الاجتماعية والسياسية.

### نهاية الإمبراطورية النمساوية المجرية - التوجه نحو الشيوعية
في عام 1917 عين كيش بناءً على طلبه برتبة ملازم أول في قسم الصحافة الحربية الإمبراطورية والملكية في فيينا ، وكانت مهمته تنسيق جميع المعلومات الصحفية والأنشطة الدعائية الصادرة في النمسا-المجر خلال الحرب العالمية الأولى. ومن المفارقات أن هذا النقل تسبب في التحول الأهم في رؤية كيش للعالم وفي نشاطه السياسي، ففي فيينا كان كيش على اتصال مع رابطة شباب العمال المستقلين، وشارك في نوفمبر من نفس العام في مؤتمر لجان العمل السرية للراديكاليين اليساريين، حيث قررت اللجنة تأسيس مجلس العمال والجنود، وانتخب واحدًا من ثلاثة كلفوا بهذه المهمة، ثم أصبح عضوًا في هذا المجلس بعد تأسيسه.
ساعد كيش في تنظيم الإضراب العام في يناير 1918، وقد لفت ذلك انتباه رؤسائه، فقرروا نقله إلى الخدمة في البحرية الإمبراطورية والملكية، وشارك في أخر هجوم النمساوية المجرية، كانت أهدافه اختراق حاجز أوترانتو وفتح الطريق من البحر الأدرياتيكي إلى البحر الأبيض المتوسط. وقد توقف الهجوم بعد هجوم زوارق الطوربيد الإيطالية في 10 يونيو الذي أغرق البارجة النمساوية سينت إستفان. ثم عاد كيش إلى فيينا وقام بدور نشط في الأحداث العاصفة التي وقعت في الأشهر الأخيرة من عام 1918، والتي انتهت بسقوط الإمبراطورية النمساوية المجرية. في 1 نوفمبر 1918 انتخب كيش قائدا "الحرس الأحمر" الذي أسس في اجتماع للجنود العائدين، وظل في هذا المنصب 18 نوفمبر حيث اضطر للاستقالة تحت ضغط الديمقراطيين الاشتراكيين. مع ذلك استمر كيش في قيادة الكتيبة الثانية، وانتخبه الجنود "مفوضًا" للحرس الأحمر.

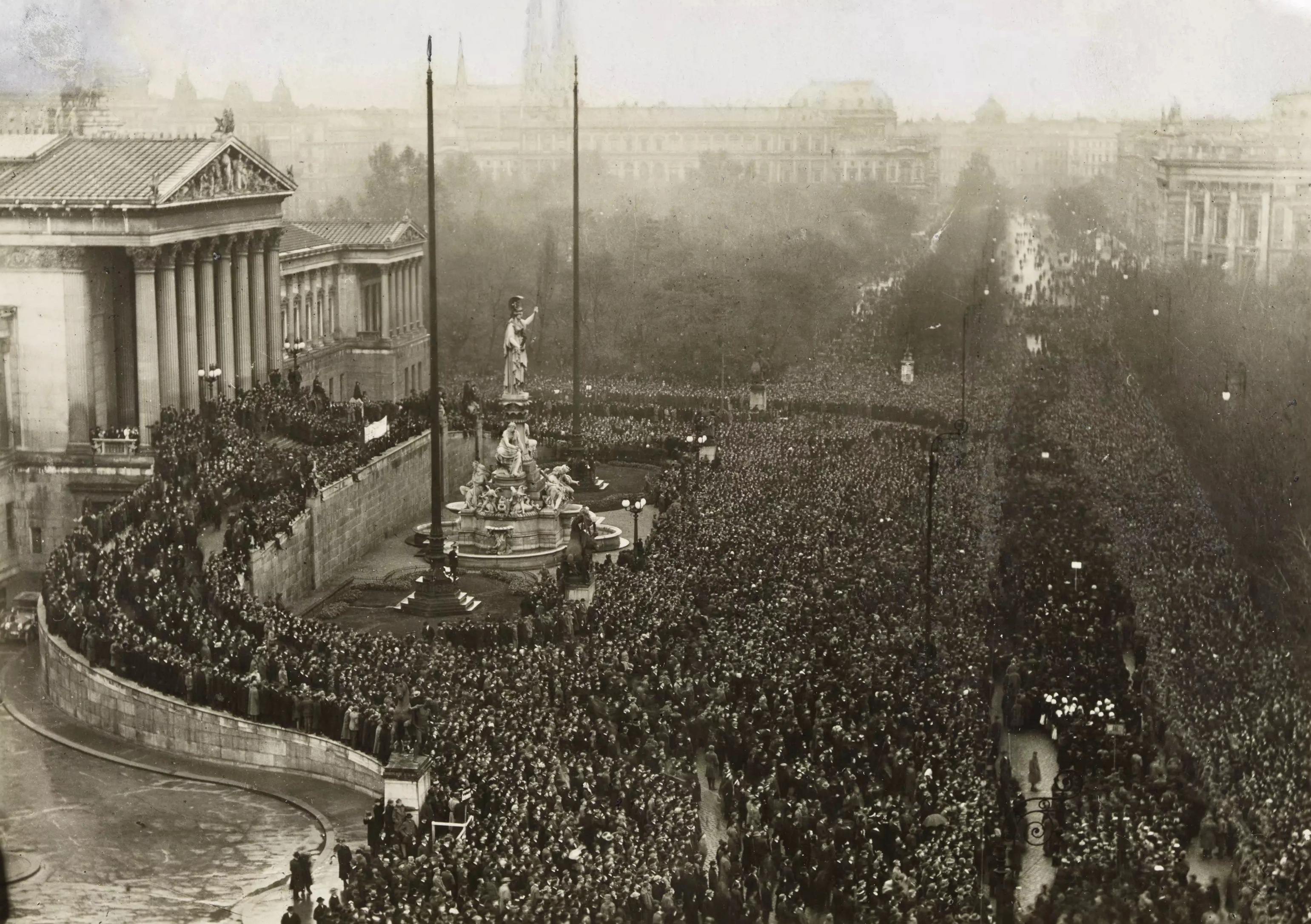
إعلان جمهورية ألمانيا النمساوية في 12نوفمبر 1918 أمام مبنى البرلمان في فيينا، الذي حضره كيش قائدا للحرس الأحمر.

شارك كيش في جميع الأحداث المهمة التي وقعت في 12 نوفمبر 1918 وأدت إلى سقوط النظام الملكي وإعلان جمهورية النمسا الألمانية. ففي ذلك اليوم، احتل هو وجنوده مكتب تحرير صحيفة نويه فرايه بريسه (بالألمانية: Neue Freie Presse) لبضع ساعات، حيث كان يعمل شقيقه الأكبر باول محررًا. وقد قيل أن شقيقه باول قد نادى عليه لدى اقتحام المبنى قائلا: "إيجونيك، إيجونيك، سأكتب عن ذلك لماما في براغ". أمر كيش بطباعة طبعة مسائية خاصة من الصحيفة اليومية بكان عنوانها العنوان الرئيسي "عمال وجنود فيينا!" أن الحزب الشيوعي الألماني النمساوي أراد بعملية احتلال مكتب تحرير الصحيفة التظاهر "من أجل فكرة التحقيق الفوري للجمهورية الاشتراكية". وبعد نشر طبعتين خاصتين، غادر الحرس الأحمر المبنى.
في نوفمبر 1918 ساعد كيش في تنظيم اتحاد الاشتراكيين الثوريين "الأممية"، وكان مسؤولا عن إصدار ملحق"الحرس الأحمر" صحيفته "العامل الحر (بالألمانية: Der Freie Arbeiter)" . وظل كيش في هذا الموقع حتى مارس 1919، حيث تخلى عنه بسبب خيبة أمله من التطورات السياسية، وتزايد التهديدات.
وفي مايو 1919، أصبح عضوًا في الحزب الشيوعي النمساوي بعد أن اتحد معه "اتحاد الاشتراكيين الثوريين". 

## المراسل الهائج - صعوده المهني مراسلا صحفيا في جمهورية فايمار (1918-1933)

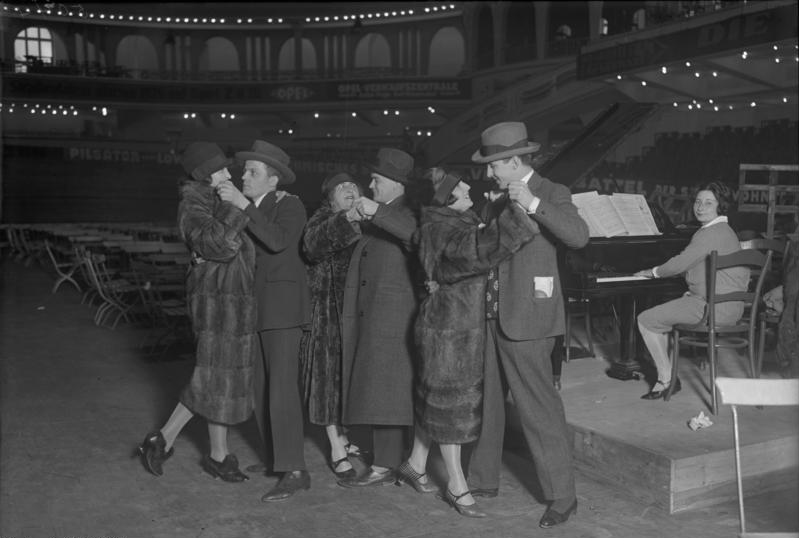
أصبح كيش معروفًا بالمراسل الهائج في برلين النابضة بالحياة في عشرينيات القرن الماضي. في الصورة: راقصون في الساعات الأولى من الصباح خلال سباق رقص استمر ستة أيام، كتب كيش تقريرا عنه.

### العودة إلى العمل الصحفي والأدبي
بعد أن تلاشت التطلعات السياسية الثورية استمر كيش في في الكتابة في القضايا السياسية والاجتماعية، فعمل من مارس إلى يونيو 1919 مراسلا لصحيفة "اليوم الجديد" (بالألمانية: Der Neue Tag) ذات الميول اليسارية، ولكن بعد استقرار الوضع السياسي في النمسا، أعتبرته السلطات شخصًا غير مرغوب فيه وطلبت منه مغادرة النمسا، وعاد إلى براغ.
في عام 1921، عاد كيش إلى برلين، التي ظلت مقر إقامته الرئيسي حتى عام 1933، وكان من بين أعماله هناك كتاب أأنطولوجيا الصحافة الكلاسيكية، الذي قام بالبحث وجمع المواد له في مكتبة برلين في ( منطقة أونتر دن ليندن). في عام 1921 أيضا التقى بجارميلا أمروزوفا في برلين، التي أصبحت لاحقا صديقته المقربة ومترجمة أعماله إلى اللغة التشيكية بعد عودتها إلى براغ. في عام 1922 أصبح مراسلًا لصحيفة برنو اليومية ليدوفي نوفيني (بالتشيكية: Lidové noviny) في برلين، وكان هذا العمل مصدر دخله الرئيسي، ونشر أيضًا في صحف أخرى ونشر كتبا من التقارير.

### تقارير الرحلات

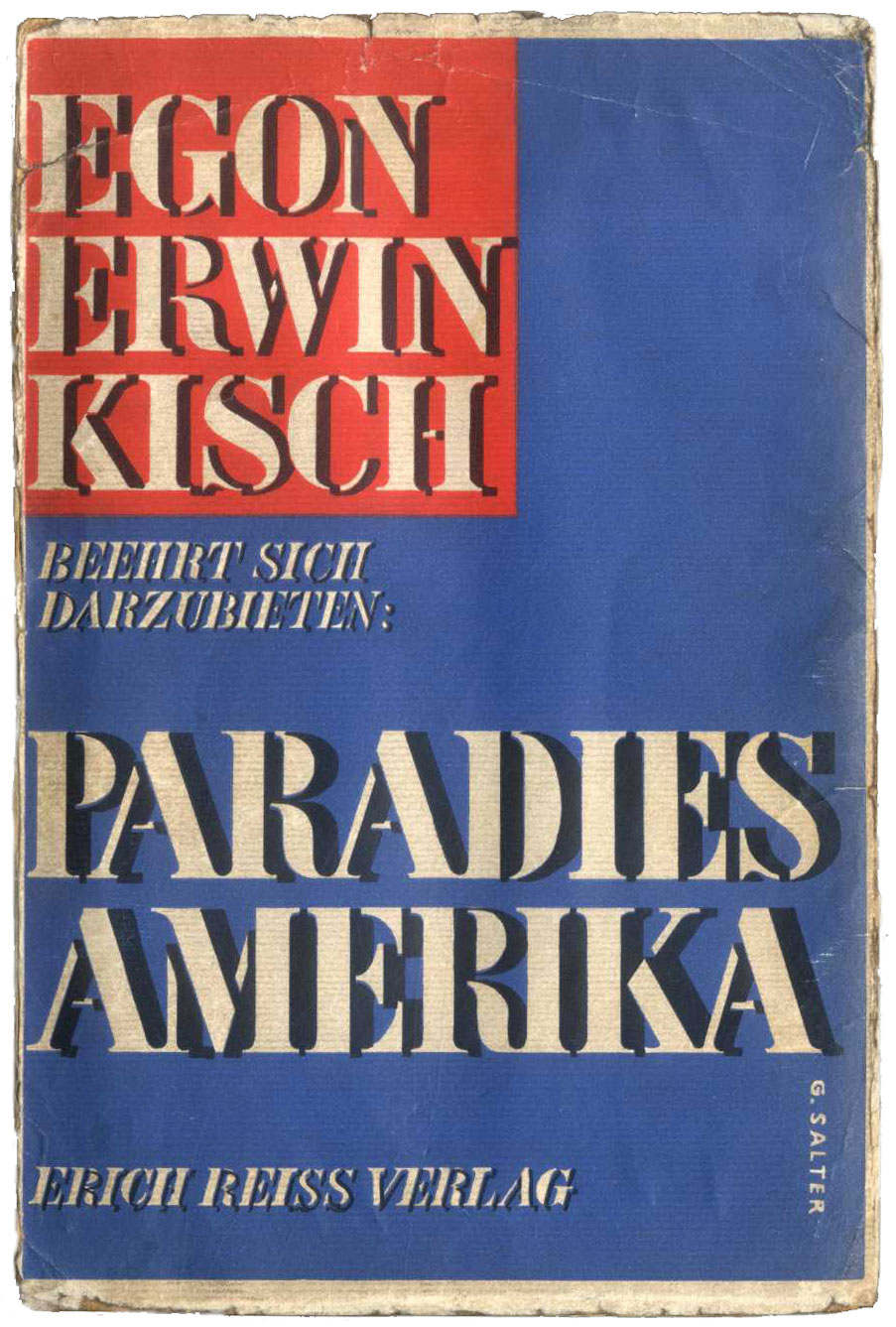
الطبعة الأولى من كتاب التقارير "الجنة أمريكا" ، برلين 1930

كانت مادة تقارير كيش الرحلات التي نفذها كيش انطلاقا من برلين إلى جميع أنحاء أوروبا والعالم، وخاصة الزيارات المتعددة إلى الاتحاد السوفيتي (لأول مرة في عام 1925)، والجزائر وتونس (1927)، والولايات المتحدة الأمريكية (إقامة لعدة أشهر بين عامي 1928-1929)، والصين (1932)، وبفعل غزارة إنتاجه تحول عنوان واحد من الكتب الذي أصدرها "المراسل الهائج" (بالألمانية: Der rasende Reporter) إلى لقب ظل يعرف به إلى اليوم.
التقى في عام 1923 بالكاتب الروسي مكسيم غوركي في فترة إقامته في باد ساروف في ألمانيا، وفي نوفمبر 1925 انضم كيش إلى الحزب الشيوعي الألماني، وسافر في الشهر التالي لأول مرة إلى الاتحاد السوفييتي، ونشر انطباعاته في مجلة روسيا الجديدة والصحيفة الشيوعية الألمانية اليومية "الراية الحمراء" (بالألمانية: Die Rote Fahne)، كما نشر في عام 1927 كتابه الأول من التقارير عن الاتحاد السوفيتي:" قياصرة وباباوات وبلاشفة"، وتلاه في عام 1932" آسيا تغيرت تمامًا"، الذي تناول التطورات في الجمهوريات السوفيتية في آسيا الوسطى، ويظهر في هذه التقارير حماس كيش للتغيرات السياسية والاجتماعية في روسيا الاشتراكية.
أما في رحلته إلى الولايات المتحدة في عام 1928/29، فيقدم كيش صورة مختلفة تمامًا، فبعد أن غادر السفينة في مدينة نيويورك، صعد مرة أخرى بصفة بحّار على متن سفينة الشحن جيفرسون مايرز، التي سافر بها من بالتيمور عبر قناة بنما إلى سان بيدرو (اليوم حي من أحياء لوس أنجلوس)، وكان من بين من التقاهم هناك تشارلي شابلن والناقد الاجتماعيً أبتون سنكلير، ثم عاد إلى نيويورك عبر سان فرانسيسكو وشيكاغو وديترويت، ونشر سلسلة من التقارير عن هذه الرحلة (التي اضطر إلى القيام بها تحت الاسم الحركي د. بيكر، بسبب شهرته بكونه شيوعيا)، جمعها عام 1930 في برلين كتاب بالعنوان الساخر "الجنة أمريكا" {(بالألمانية: Paradies Amerika).
كان آخر كتاب صحفي كبير سُمح له بالظهور في ألمانيا في ثلاثينيات القرن العشرين "سر الصين"، الذي ظهر عام 1933 وكان ثمرة رحلته إلى الصين في عام 1932، في فترة الحرب الأهلية الحرب الأهلية وأزمة منشوريا مع اليابان.

### التقارير التاريخية
نشر عام 1922 مذكراته عن الحرب العالمية الأولى في عام 1922 في كتاب "جنديًا في فيلق براغ" الذي أعيد نشره عام عام 1929 بعنوان "سجّل يا كيش!"، كما نشر في عام 1924 كتابا عن قضية تجسس العقيد ريدل التي كشفها عام 1913. كما استخدم كيش في تقاريره القصص التي سمعها في حانات براغ، وأجرى عدة أبحاث و"تحقيقات" تاريخية، وكان مهتمًا بالمجتمع اليهودي. كانت ثمار هذه الدراسات هي كتاب "رحلة في عالم الإجرام" الصادر عام 1937، والذي وصف جرائم من بلدان وأزمان مختلفة، ومجموعة "قصص من سبعة أحياء يهودية" الذي نشر من عام 1934، ومن كتبه التي نالت استحسانا كبيرا كتاب "جنائيات من براغ" الذي ظهر عام 1931، ويقدم فيه قصص جرائم من مسقط رأسه براغ.

### أعماله الدرامية
لكيش تجارب محدودة في الدراما، كانت الغالب مستقاة الأعمال النثرية التي كبتها في فترةوجوده في براغ، حيث عُرضت قصته "الراعية" على خشبة المسرح باللغة التشيكية، وفي برلين كتب عام 1922 كوميديا "المدينة المسروقة" من عام 1922، استنادًا إلى تقريره التاريخي كاسبير وفريدريكوس ريكس، الذي تناول لصا مشهورا والملك البروسي فريدريش الثاني، أما دراما "المطاردة"، فتناولت قصة العقيد ريدل)، كما نشر أيضا الكوميديا التراجيدية "صعود الغالغنتوني"، ونشر في عام 1930هجائية "أوروبا في 365 يوما"، التي كتبها بالتعاون مع ياروسلاف هاشيك.

## في المنفى السياسي (1933–1946)

### الطرد من ألمانيا

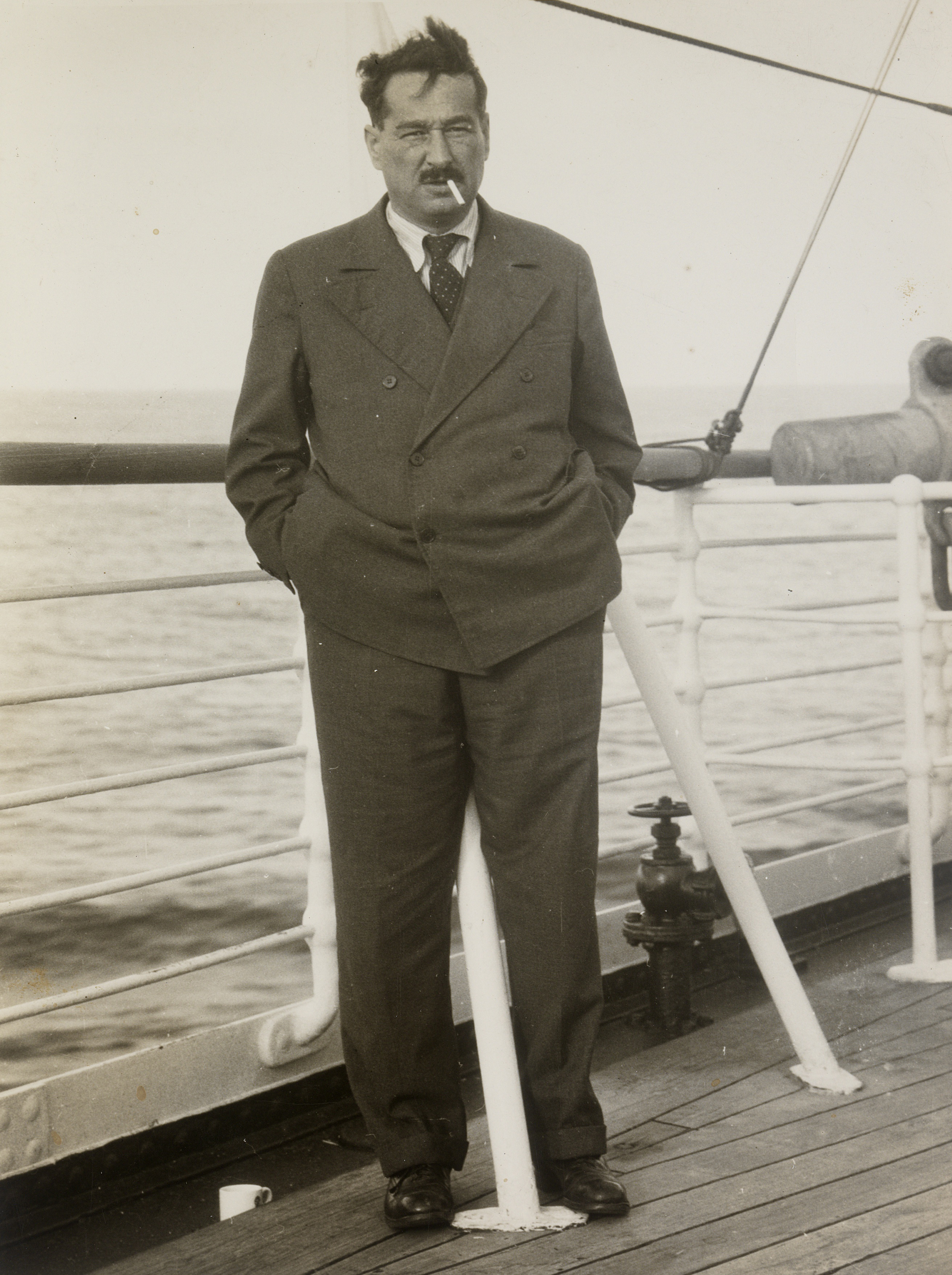
كيش على متن السفينة التي أقلته إلى أستراليا عام 1934 بصفته مندوبًا إلى المؤتمر المناهض للحرب في ملبورن. هناك منعته السلطات من دخول البلاد، فكسر الحظر بالقفز من السفينة والسباحة إلى الشاطئ

كان كيش من أصل يهودي، مواطنًا في دولة النمسا-المجر ثم مواطنًا تشيكوسلوفاكيًا بعد تفككها. وفي فجر 28 فبراير 1933، وبعد يوم واحد من حريق الرايخستاغ ، أعتقل كيش في منزله في برلين واستجوب في مقر شرطة ألكسندر بلاتس، ثم نُقل إلى سجن سبانداو لمجرمي الحرب بداعي "الاشتباه القوي في تورطه في الخيانة العظمى"، وأطلق سراحه في 11 مارس بعد تدخل سفارة تشيكوسلوفاكيا لكونه من مواطنيها، وطُرد من ألمانيا إلى تشيكوسلوفاكيا.
انخرط كيش على الفور في مناهضة النازية، و في عام 1933 ألقى خطابًا في مؤتمر العمال المناهضين للفاشية في أوروبا الذي عقد في باريس. في عام 1934 انتقل إلى باريس التي أقام فيها وأصبحت منطلقا لرحلاته التي تلت، وأصبحت كتبه تطبع لدى دور نشر المهاجرين الألمان في باريس وأمستردام وأماكن أخرى.

### كيش في أستراليا
في عام 1934 أبحر كيش إلى أستراليا لحضور مؤتمر عموم أستراليا المناهض للحرب الذي عقد في ملبورن، وقد أصبحت هذه واحدة من أشهر رحلات كيش بسبب الظروف الدرامية التي أحاطت بوصوله، فقد منعته السلطات من دخول البلاد وصادرت جواز سفره رغم أنه كان يحمل تأشيرة صالحة، والسبب هو أن السلطات الأسترالية علمت الآن بآراء كيش الشيوعية وأعلنته شخصًا غير مرغوب فيه. في اللحظة الأخيرة، وعندما كانت السفينة على وشك مغادرة ميناء ملبورن، قفز كيش من حاجز السفينة من على رتفاع ستة أمتار تقريبًا على الرصيف وكسر ساقه، إلا أنه أعيد إلى الى متن السفينة، التي واصلت الإبحار، وفي ميناء سيدنيأخرج من السفينة ونقل إلى مقر الشرطة، حيث حكم عليه بالسجن لمدة ثلاثة أشهر مع الأشغال الشاقة لمحاولته عبور الحدود بشكل غير قانوني. لاحقا أطلق سراحه بكفالة، وفي نفس الوقت أثارت القضية ضجة كبيرة في أستراليا.، ونظم اليسار الأسترالي احتجاجات وإضرابات ومظاهرات، وبلغ الأمر أزمة أزمة حكومية تقريبًا، حيث اتُهم المدعي العام الأسترالي روبرت مينزيس (رئيس وزراء أستراليا لاحقًا) بالتعاطف مع النازيين. وفي نهاية المطاف أطلق سراح كيش وتمكن من البقاء في أستراليا، حيث قام بعدة رحلات نشر عنها كتابه " الهبوط في أستراليا" الذي طبع مرة واحدة فقط، في عام 1937، وكان آخر عمل رئيسي لكيش قبل بداية الحرب العالمية الثانية . 

### النشاط السياسي في باريس والحرب الأهلية الإسبانية
بعد عودته من أستراليا إلى أوروبا في عام 1935 انخرط كيش مجددا في النشاط الأدبي ومناهضة الفاشية، وقدم رضا عن فن التقرير "الريبورتاج" بصفته شكلا من أشكال الفن وشكلا من أشكال النضال في مؤتمر الكتّاب الدولي للدفاع عن الثقافة في باريس، الذي انتخب إلى جانب هاينريش مان ممثلاً للوفود الألمانية. وفي عام 1937 عقد هذا المؤتمر في مدريد ، عاصمة إسبانيا والتي مزقتها الحرب الأهلية آنذاك، وشارك فيه كيش وزار قطاعات مختلفة من الجبهة بصفته مراسلا صحفيا وأجرى مقابلات مع جنود من الألوية الأممية، وقد نشر في عام 1938 كتاباته عن اسبانيا في تقارير صحفية أصغر وكتابين هما "البقرات الثلاث" و"الجنود على شاطئ البحر".  في بداية مايو 1938، عاد كيش إلى فرساي، وفي أكتوبر تزوج من جيزيلا (جيسل) لينر (1895-1962) التي التقى بها في فيينا عام 1919. 

### المنفى في الولايات المتحدة الأمريكية والمكسيك
في بداية الحرب العالمية الثانية في سبتمبر 1939 احتحزت السلطات الفرنسية كيش لاعتباره "أجنبيًا غير آمن سياسيًا، ووضغ في قرية قريبة من فرساي تحت مراقبة الشرطة، وظل هناك إلى أن أمن له القنصل المكسيكي في باريس تأشيرة دخول للمكسيك،  فغادر أوروبا في نهاية 1939 وظل في القارة الأمريكية حتى نهاية الحرب.
كانت المحطة الأولى في المنفى هي الولايات المتحدة، حيث واجه صعوبات في دخول البلاد واضطر إلى الانتظار عدة أيام في جزيرة إليس قبل إطلاق سراحه وإعطائه تأشيرة دخول في ديسمبر 1939. في نيويورك، واجه كيش مصاعب مادية، حيث حالت الظروف السياسية المتقلبة دون حصوله على تعاقدات مع دور النشر. عن تلك المرحلة نشر كيش تقريرا حول ظروف المهاجرين اليهود المعيشية في نيويورك. في صيف 1940 انتقل مع زوجته للعيش فيالمكسيك، التي كانت خلال سنوات الحرب العالمية الثانية مركزًا حيويًا لحياة المهاجرين الألمان الثقافية. في نوفمبر 1941 أسس المهاجرون الألمان في مكسيكو سيتي نادي هاينريش هاينه، الذي ترأسته آنا زيغيرز وضم كتابا مثل ألكسندر أبوش ، ولودفيج رين ، وبودو أوهسي، وانتخب كيش نائبا للرئيس. من المكسيك كتب مقالات لصحيفة "ألمانيا الحرة" (بالألمانية: Freies Deutschland) التي كانت تصدر في المنفى، وفي عام 1941، نُشرت مذكراته باللغة الإنجليزية من دار نشر مودين إيج بوكس (بالإنجليزية: Modern Age Books) في نيويورك بعنوان "سوق الإثارة" (بالإنجليزية: Sensation Fair)، ونشرت باللغة الألمانية من دار نشر "الكتاب الحر" (بالإسبانية: Eli Libro Libre) في المكسيك.
دوّن كيش مشاهداته في المكسيك في كتابه "اكتشافات في المكسيك"، الذي نُشر عام 1945 قبل نهاية الحرب، وكان آخر كتاب له.

## العودة إلى براغ. السنوات الأخيرة من حياته (1946-1948)

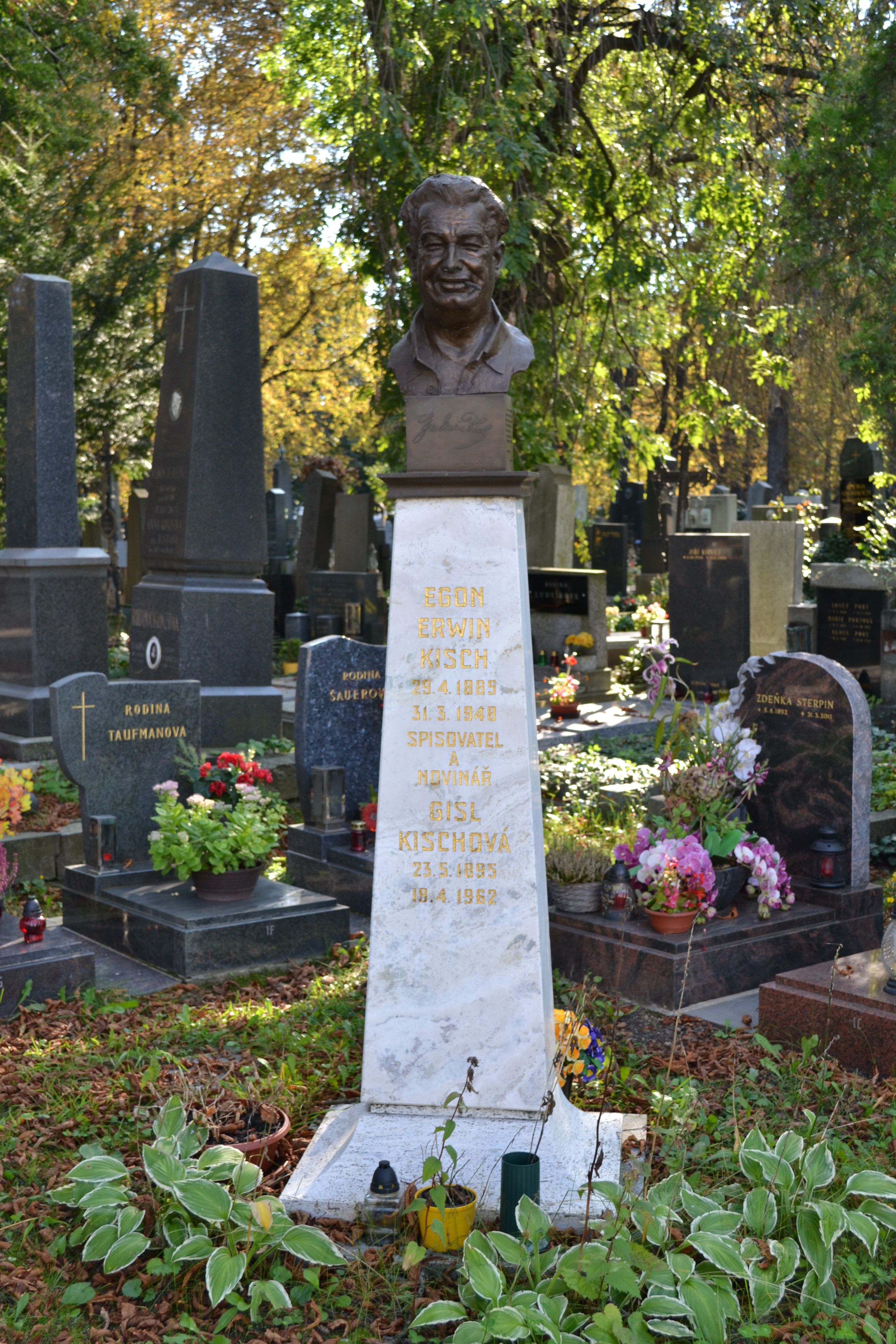
قبر إيغون إروين كيش في مقبرة فينوهرادي في براغ

غادر كيش مكسيكو سيتي في 17 فبراير 1946، ووصل إلى براغ في 21 مارس. في فترة الحرب فقد كيش اثنين من أخوته، حيث مات أخوه أرنولد في عام 1942في اغيتو لودز/ليتسمانشتات، وباول في معسكر اعتقال أوشفيتز عام 1944.
انخرط كيش في الحياة السياسية في تشيكوسلوفاكيا التي قادها الحزب الشيوعي، وأيد النظام الجديد على الرغم طرده الناطقين بالألمانية بالألمانية من براغ والبلاد بأكملها.
عمل كيش على كتاب عن تشيكوسلوفاكيا المحررة. وكان آخر تقرير كتبه هو كارل ماركس في كارلسباد.  إلا أن صحته تدهورت فجاة، إذ أصيب بسكتة دماغية في نوفمبر 1947، وبثانية في مارس 1948. توفي إيغون إروين كيش في 31 مارس 1948 في براغ ، ودفن هناك في مقبرة فينواهرادي .

## أهميته الأدبية
غالبًا ما يُشار إلى كيش على أنه مبتكر صنف "الريبورتاج"، أو التقارير الأدبية.  ومع ذلك، فهو لم يخترع الريبورتاج الأدبي، بل وأشار هو نفسه إلى تأثر بمؤلفين من أواخر القرن التاسع عشر. القرن، مثل جاك لندن الذي عده كيش الشاب قدوته الصحفية، وكذلك إميل زولا . في المقابل نال كيش اعترافا عاما ودائما في العالم الأدبي بصفته ممثل هذا الصنف من الكتابة، وحاز على لقب "المراسل الهائج"، لكتاباته الغنية بالمعلومات والمسلية في الوسط الصحفي، تجاوزت طبيعة التقارير الصحفية التقليدية.
ومن أجل تكريم الإنجازات التي تم تحقيقها في هذا الصدد ، تم منح جائزة إيغون إروين كيش، التي أسسها هنري نانين، في عيد ميلاد كيش بين عامي 1977 و2004. – جائزة أفضل عمل صحفي للعام المعني. في عام 2005، تم دمج جائزة الصحفي ضمن فئة "التقرير الصحفي" لجائزة هنري نانين المنشأة حديثًا، ولا تزال تعتبر الجائزة الأكثر أهمية بين الصحفيين في البلدان الناطقة بالألمانية.
من جانب آخر، ظلت هناك إشارات متكررة إلى أعمال لم يقدم فيها كيش الحقائق بطريقة موضوعية بحتة، بل كان يعبر فيها عن آرائه وتوجهاته، خاصة في نهاية الحرب العالمية الأولى وفي سنوات منفاه، حيث ظهر علنًا بصفة مروج سياسي، وقد لفت الكاتب الألماني كورت توخولسكي النظر إلى هذا الأمر في مقالة له في عام 1925.
وفي هذا الصدد، كان لالتزام كيش السياسي (وخاصة التزامه بقيم الحركة الشيوعية) تأثير كبير على كتاباته وأيضا على استقبالها من طرف القراء والأوساط الأدبية والسياسية، فلكونه مناهضا للفاشية شطب كيش تماما من الوعي الجمعي في ألمانيا النازية، ِ شأنه شأن الكثيرين من الكتاب الألمان الذين أحرقت كتبهم أيضًا في عام 1933. وكان كيش أيضا شيوعيا ملتزما بخط الحزب خلال سنوات الحكم الستاليني في الاتحاد السوفيتي، وهذا صعب (إلى جانب وفاته المبكرة عام 1948) رواج أعماله في فترة ما بعد نهاية الحرب العالمية الثانية. لذلك ظل "المراسل الهائج" منسياً لعقود من الزمان غرب الستار الحديدي أثناء الحرب الباردة، أما في جمهورية ألمانيا الديمقراطية، فكانت أعماله من الأعمال المنتشرة بصفته كاتبا اشتراكيا، وأعيدت طباعتها باستمرار وجمعت في طبعة كاملة، وظلت في قوائم الكتب الأكثر مبيعًا في جمهورية ألمانيا الديمقراطية لعقود من الزمن.
لاحقا، وفي ظل مرحلة إعادة الاكتشاف اللمؤلفين المنفيين الناطقين بالألمانية في كل من ألمانيا والنمسا، ظهرت بالتدريج منذ تسعينيات القرن العشرين صورة أكثر تمايزًا لكيش، اعتبر فيها شخصا أمميا وملتزما اجتماعيا وسط التنوع الثقافي والصراعات الاجتماعية والتناقضات في ملكية هابسبورغ، صقلت تجربته أهوال الحرب العالمية الأولى وأثرت على تطور وعيه ليصبح مراسلًا صحفيا ملتزمًا ومناضلا أمميًا.
اعتبر كيش نفسه منذ الثلاثينيات على أبعد تقدير،" مواطنًا عالميًا "،. ويقال إنه علق في باريس على هذا الأمر قبيل من اندلاع الحرب العالمية في عام 1939]في محادثة مع الكاتب والصحفي المهاجر فريدريش توربيرج :
أتدري، لن يحصل شيء لي، فأنا ألماني، وتشيكي، ويهودي. أنا من بيت غني، وشيوعي. واحد من هذه الأشياء سيساعدني دوما.